# هانس آنیر
هانس آنیر (استونیایی: Hannes Anier؛ زادهٔ ۱۶ ژانویهٔ ۱۹۹۳) بازیکن فوتبال اهل استونی است.
از باشگاه‌هایی که در آن بازی کرده‌است می‌توان به باشگاه فوتبال فلورا تالین و باشگاه فوتبال ارتسگبیرگ آئو اشاره کرد.
وی همچنین در تیم‌های ملی فوتبال زیر ۲۱ سال استونی، زیر ۲۳ سال استونی، و استونی بازی کرده‌است.